# La Higuera Caída
La Higuera Caída är en ort i Mexiko.   Den ligger i kommunen Mocorito och delstaten Sinaloa, i den västra delen av landet, 1 100 km nordväst om huvudstaden Mexico City. La Higuera Caída ligger 323 meter över havet och antalet invånare är 125.
Terrängen runt La Higuera Caída är kuperad österut, men västerut är den platt. Runt La Higuera Caída är det mycket glesbefolkat, med 6 invånare per kvadratkilometer. Närmaste större samhälle är Sitio de Abajo, 15,6 km söder om La Higuera Caída. I omgivningarna runt La Higuera Caída växer huvudsakligen savannskog.